# صفراء العروق

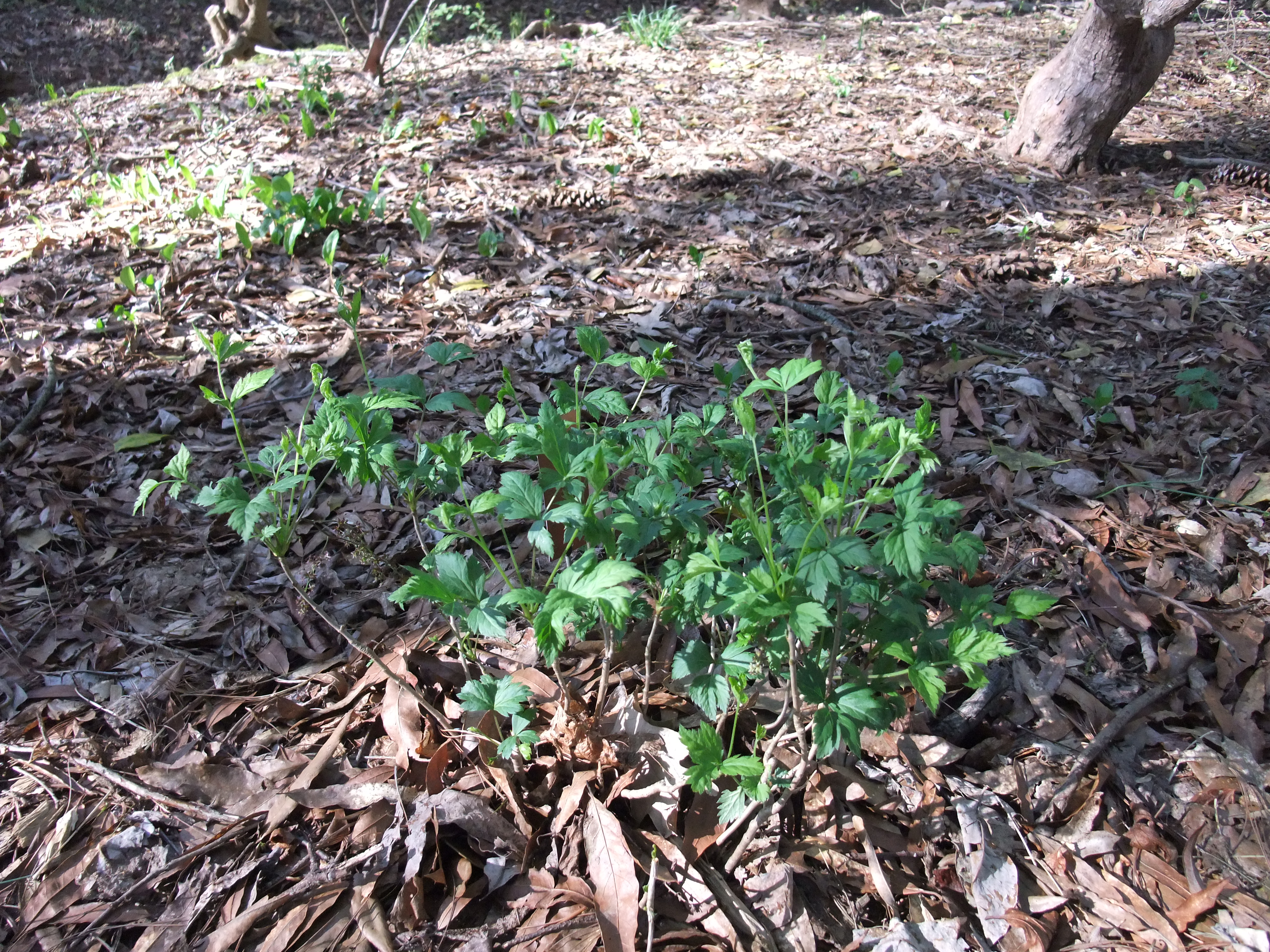
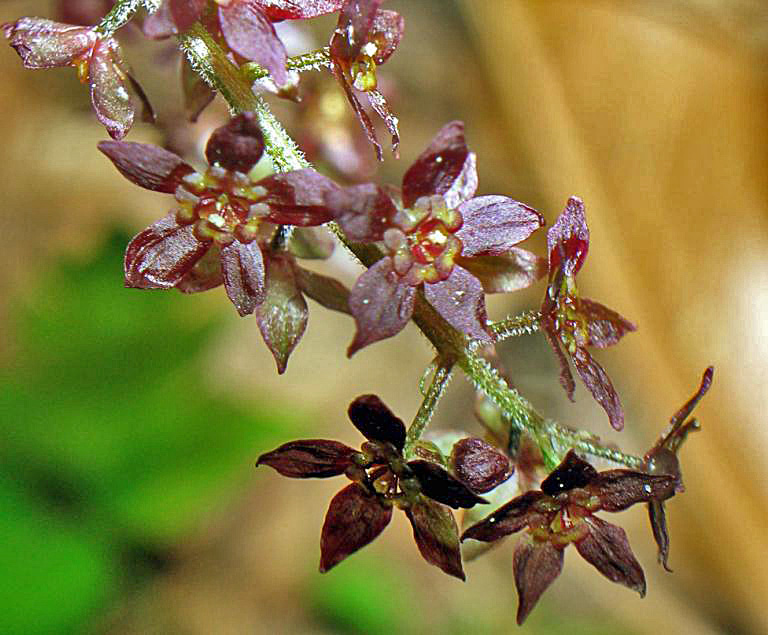

صفراء الجذور أو صفراء العروق (الاسم العلمي: Xanthorhiza simplicissima) هي واحدةٌ من الأجناس القليلة جدًا في الفصيلة الحوذانية ذات الساق الخشبية (المثال الآخر البارز هو الظيان)، يحوي نوعًا وحيدًا هو صفراء الجذور كرفسية الورق، مهدها شرق الولايات المتحدة من ولاية مين جنوبًا إلى شمال إفلردة وغربًا إلى أوهايو وشرق تكسس. يحتوي على مادة البربرين القلوية والتي لها عدد من الاستخدامات التقليدية والمعاصرة للصباغة والطب.